# 蒙特菲奥雷孔卡
蒙特菲奥雷孔卡是意大利艾米利亚-罗马涅大区里米尼省的一个镇，面积22.4平方公里，人口2196人，人口密度99.8人/平方公里（2009年）。ISTAT代码为099008。

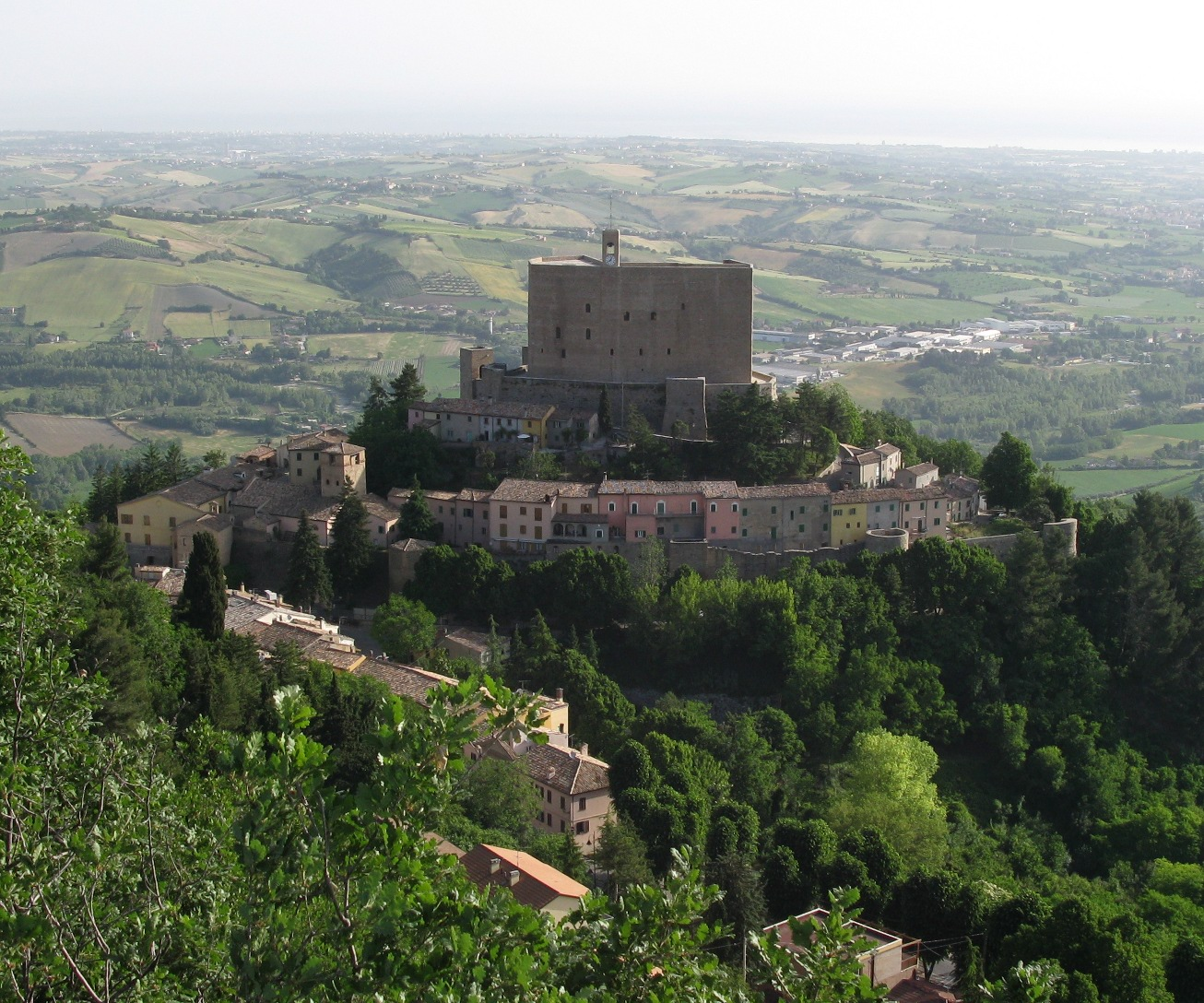
Montefiore Conca